# EQT Partners
EQT Partners és una organització d'inversió global fundada l'any 1994, dedicada a invertir, desenvolupar, i adquirir empreses de diferents regions, sectors i models empresarials. Juntament amb una xarxa d'assessors industrials, l'empresa inverteix en capital d'inversió, mercat mitja, infraestructura i crèdit dins dels països nordics, DACH, Amèrica del Nord i Xina.

## Història
L'empresa va ser fundada l'any 1994 per SEB, Inversors d'AEA, i AB d'Inversor, l'empresa d'holding del família Wallengberg. El Grup d'AB de l'EQT és la assessora d'inversions de tots aquests grups. Compta amb prop de 650 empleats, dels quals aproximadament 330 formen part dels equips d'assessorament en inversions. La firma i les seves filials tenen oficines a Amsterdam, Copenhaguen, Frankfurt, Helsinki, Hong Kong, Londres, Luxemburg, Madrid, Múnic, Milà, Nova York, Oslo, Xangai, Singapur, Estocolm i Zuric. El grup ha invertit més de 62.000 milions d'euros en unes 210 empreses i ha sortit al voltant de 105
Al maig de 2016, EQT va anunciar la formació d'una branca de capital risc d'euros de 566 milions, anomenada EQT Ventures.
El febrer de 2018, EQT va aconseguir 10.800 milions d'euros (13.300 milions de dòlars) per al seu vuitè fons. Aquesta quantitat va superar l'objectiu de la firma de 8.000 milions d'euros i va ser superior al seu setè fons, que va tancar el 2015 amb 6.752 milions d'euros.

## Inversions notables
L'octubre de 2017, EQT va adquirir empresa de dispositiu mèdic Innovacions Clíniques del Pritzker Grup per 250 milions de Dolars.
El juliol de 2018, EQT va adquirir SUSE per 2.500 milions de dolars. SUSE va anunciar el seu suport continuat pel projecte openSUSE.
Al maig de 2019, EQT i afilia de Socis de Colònia Digital ("Colònia Digital") va signar un acord de fusió definitiva per adquirir Zayo Inc. Holding del Grup, el qual proporciona missió-ample de banda crítica al món la majoria d'empreses impactants.
Al maig de 2019, el consorci dirigit per EQT i ADIA entra a negociacions exclusives per adquirir l'empresa de la Salut dermatologica Nestlé Skin Health.
El juny de 2019, socis d'EQT van adquirir Acumatica.
Al setembre 2019, EQT va adquirir Inexio, un proveïdor de fibra-optica capdavanter a Alemanya.
Al setembre 2020, EQT va adquirir portal immobiliari espanyol Idealista per 1.300 milions de dòlars.